# Scoop (danceact)
Scoop is een Belgische dance-act rondom Daniel Maze. In 2000 had Scoop een nummer 1-hit in Nederland en België met Drop It.
Oorspronkelijk was Scoop een project van alleen Daniel Maze. Met het nummer Wings of Love had hij een clubhit in de Benelux en later (nadat het nummer was geremixt door Tiësto) ook in de rest van de wereld. Voor het nummer Drop It kreeg Scoop versterking van dj en producer Jan Vervloet, die in de groep Fiocco speelde.
Ook de vervolgsingle Rock the House werd een grote hit in Nederland en België.

## Discografie

### Singles
| Single met eventuele hitnotering(en) in de Nederlandse Top 40 | Datum van verschijnen | Datum van binnenkomst | Hoogste positie | Aantal weken | Opmerkingen                    |
| ------------------------------------------------------------- | --------------------- | --------------------- | --------------- | ------------ | ------------------------------ |
| Drop it                                                       | 1999                  | 27-11-1999            | 1(3wk)          | 19           | Goud / Dancesmash op Radio 538 |
| Rock the house                                                | 2000                  | 15-04-2000            | 9               | 9            | Dancesmash op Radio 538        |

| Single met hitnotering(en) in de Vlaamse Ultratop 50 | Datum van verschijnen | Datum van binnenkomst | Hoogste positie | Aantal weken | Opmerkingen |
| ---------------------------------------------------- | --------------------- | --------------------- | --------------- | ------------ | ----------- |
| Drop it                                              | 1999                  | 25-09-1999            | 1(1wk)          | 18           |             |
| Rock the house                                       | 2000                  | 01-04-2000            | 4               | 11           |             |